# Buisjeszwamrijpkelkje
Buisjeszwamrijpkelkje (Hyphodiscus hymeniophilus) is een biotrofe parasiet die voorkomt op buisjeszwammen.

## Verspreiding
In Nederland komt het zeer zeldzaam voor.